# Сграда на СОУ „Йосип Броз Тито“ (Битоля)
Сградата на Средното училище „Йосип Броз Тито“ (на македонска литературна норма: Зграда на СОУ „Јосип Броз-Тито“) е училищна сграда в град Битоля, Северна Македония. Сградата е обявена за паметник на културата.
Сградата е разположена на булевард Първи май № 51. Построена е в 1882 година като частна къща от големия земевладелец Сали паша. В 1892 година Сали паша продава къщата за 600 златни турски лири на турската община в града и в нея е настанена Битолската турска мъжка гимназия, в която преподават учители от Солун.